# Shamila Cohen
Shamila Cohen (Buenos Aires, Argentina; 11 de enero de 1973) es una actriz mexicoargentina conocida por su papel de Virginia del Chimichurri en la serie de televisión mexicana "Cero en Conducta". También ha participado en otras producciones como "Amores Verdaderos" y "Amor Mío". Además de su carrera actoral, Shamila Cohen se dedica a otras actividades, incluyendo la plataforma OnlyFans, donde comparte contenido exclusivo. 

## Filmografía[1]

### Televisión
- La escuelita del pecado (2015)
- Amores Verdaderos (2013)
- Amor Mío (2007)
- La escuelita VIP (2004)
- La Jaula (2003)
- Vivan los niños (2002)
- Cero en Conducta (2000-2003)

### Películas
- El día de los Albañiles IV (2000)